# Medalha Halibur

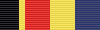
Bandschnalle der Medalha Medalha Halibur

Die Medalha Halibur (deutsch Halibur-Medaille) ist ein Ehrenzeichen Osttimors.

## Hintergrund
Die Medalha Halibur wird Mitgliedern des Gemeinsamen Kommandos der Operation Halibur verliehen, die zur Operation einen wesentlichen Beitrag geleistet haben. Hierbei verfolgten nationale und ausländische Sicherheitskräfte die Rebellen, die beim Attentat in Dili 2008 Staatspräsident José Ramos-Horta und Premierminister Xanana Gusmão angegriffen hatten. Näheres zur Verleihung wird per Präsidentendekret festgelegt.

## Aussehen
Die goldene Medaille hat einen Durchmesser von 38 mm. Die Vorderseite hat die Form eines fünffach gezackten Sterns, der die Nationalflagge Osttimors  und das Wappen Osttimors trägt. Auf der Rückseite ist ein Lorbeerherz abgebildet. Die Farben des Ordenbandes leiten sich von den Farben der Nationalpolizei Osttimors und den Verteidigungskräften Osttimors ab.

## Träger der Medalha Halibur

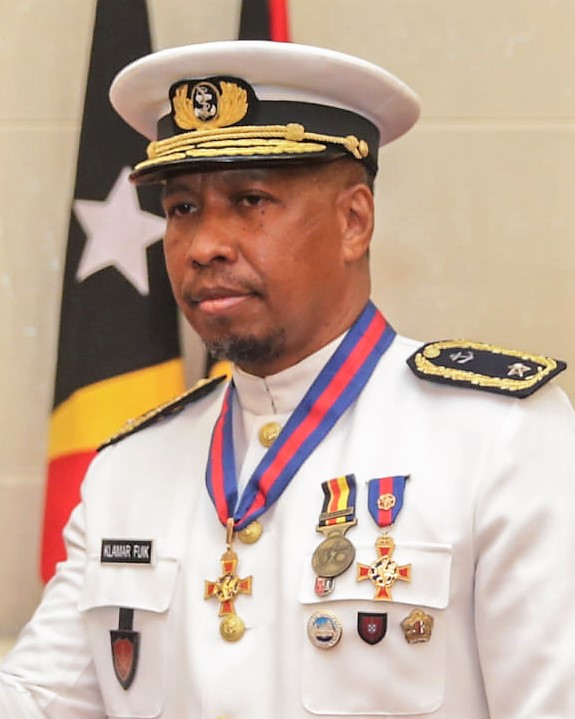
Kommodore Pedro Klamar Fuik mit der Medalha Halibur (der linke Orden an der Brust)

Die Liste ist nicht vollständig.
- Pedro Belo
- Faustino da Costa
- Hélder da Costa
- Henrique da Costa
- Falur Rate Laek
- Mateus Fernandes
- Pedro Klamar Fuik
- Lere Anan Timur
- José Neto Mok
- Filomeno Paixão
- Calisto dos Santos
- João da Silva
- Renilde Corte-Real da Silva
- Domingos da Costa Soares
- Taur Matan Ruak
- Américo Ximenes